# Avatar: The Last Airbender (3.ª temporada)
A terceira temporada (referida como Livro Três: Fogo) de Avatar: The Last Airbender, uma série de animação americana produzida pela Nickelodeon, foi transmitida entre 21 de setembro de 2007 e 19 de julho de 2008, totalizando 21 episódios. O programa foi criado por Michael Dante DiMartino e Bryan Konietzko, e apresentou Zach Tyler Eisen, Mae Whitman, Jack DeSena, Jessie Flower, Dante Basco, Dee Bradley Baker, Greg Baldwin, Grey DeLisle e Mark Hamill como as vozes dos personagens principais.
A temporada final tem como foco Aang em sua jornada para aprender a dominação de fogo, para que possa então derrotar o tirânico Senhor do Fogo Ozai e finalmente restaurar a harmonia e a ordem no mundo.
Dentre os 21 episódios, os últimos quatro compõem o final da série, "O Cometa de Sozin". A terceira temporada recebeu foi aclamada pela crítica, com muitos elogiando o final de quatro partes como uma conclusão satisfatória para a série. Entre 30 de outubro de 2007 e 16 de setembro de 2008, a Paramount Home Entertainment lançou quatro volumes em DVD e um box completo.
A temporada foi seguida por cinco títulos de revistas em quadrinhos, The Promise, The Search, The Rift, Smoke and Shadow, e North and South. Uma série derivada, The Legend of Korra, foi ao ar na Nickelodeon de 14 de abril de 2012 a 19 de dezembro de 2014. Ambientada setenta anos após o final de Avatar: The Last Airbender, a série acompanha Korra, a reencarnação feminina do Avatar Aang.

## Produção
A temporada foi produzida pela Nickelodeon e foi ao ar no canal da emissora, que é propriedade da Viacom. Os produtores executivos da temporada e co-criadores foram Michael Dante DiMartino e Bryan Konietzko, que trabalharam ao lado do diretor de episódios e co-produtor Aaron Ehasz. A maioria dos episódios individuais foram dirigidos por Ethan Spaulding, Lauren MacMullan e Giancarlo Volpe. Os episódios foram escritos por uma equipe de escritores composta por Aaron Ehasz, Elizabeth Welch Ehasz, Tim Hedrick, e John O'Bryan, juntamente dos criadores DiMartino e Konietzko.
A música da temporada foi composta pela empresa "The Track Team", que consistia na colaboração de Jeremy Zuckerman e Benjamin Wynn, que eram conhecidos pelos criadores do programa porque Zuckerman foi colega de quarto de Konietzko.

### Elenco
Todos os personagens centrais permaneceram, em geral, interpretados pelos mesmos atores de voz: Zach Tyler Eisen como Aang, Mae Whitman como Katara, Jack DeSena como Sokka, Jessie Flower como Toph, Dante Basco como Zuko, Dee Bradley Baker como Appa e Momo, e Grey DeLisle como Azula.
Adicionalmente, Mark Hamill juntou-se ao elenco dando voz ao Senhor do Fogo Ozai, depois de haver aparecido esporadicamente pela primeira e segunda temporadas da série, enquanto que Greg Baldwin agora interpreta Iroh devido ao falecimento de Mako Iwamatsu.

## Episódios
| N.º na série | N.º na temp. | Título original Título no Brasil                                                         | Animado por   | Dirigido por       | Escrito por                               | Exibição original      | Cód. de produção |
| --- | ------------ | ---------------------------------------------------------------------------------------- | ------------- | ------------------ | ----------------------------------------- | ---------------------- | ---------------- |
| 41 | 1            | "The Awakening" "O Despertar"                                                            | SEK Studio    | Giancarlo Volpe    | Aaron Ehasz                               | 21 de setembro de 2007 | 301              |
| Aang desperta e encontra-se fragilizado, com sua cabeça coberta por cabelo, e com todos os seus amigos vestidos com roupas da Nação do Fogo enquanto viajam em um navio roubado. Ele fica surpreso ao descobrir que o mundo acredita que ele está morto, do mesmo modo que isso ocorrera quando ele estava preso no gelo. Sokka acredita que isso é um fato positivo e insiste que eles devam manter a ilusão por tanto tempo quanto for possível, já que significa que a Nação do Fogo não irá mais caçá-los e que não esperarão por Aang durante a invasão. Zuko e Azula são recebidos em casa como heróis, e o Senhor do Fogo Ozai faz sua primeira aparição em pessoa na série, diferentemente das vezes em que aparecera como uma silhueta, parabenizando Zuko por matar o Avatar. Zuko percebe que Azula lhe deu crédito pela morte do Avatar por motivos que eventualmente servirão para o próprio interesse da princesa. Aang tenta fugir por si mesmo, mas seus amigos encontram-no. Ele aceita que, com a queda de Ba Sing Se, o sigilo é maior de suas vantagens, e abandona seu planador, uma parte de sua identidade enquanto dominador de ar, nos fluxos de lava da ilha do Avatar Roku. |              |                                                                                          |               |                    |                                           |                        |                  |
| 42 | 2            | "The Headband" "A Faixa de Cabeça"                                                       | JM Animation  | Joaquim Dos Santos | John O'Bryan                              | 28 de setembro de 2007 | 302              |
| Aang e seus amigos roubam algumas roupas enquanto viajam pela Nação do Fogo, e Aang é acidentalmente levado a uma escola da Nação do Fogo. Ele esconde suas tatuagens com uma faixa de cabeça e com mangas longas, e aprende o juramento de lealdade da Nação do Fogo, precisando manter-se calmo enquanto ouve propaganda sobre a morte dos dominadores de ar. Ele organiza uma festa de dança para as crianças tímidas da Nação do Fogo. Quando o diretor da escola chega para acabar com a festa, as crianças ajudam Aang a escapar. Enquanto isso, Zuko torna-se cada vez mais certo de que o Avatar sobreviveu e contrata um assassino para matá-lo. |              |                                                                                          |               |                    |                                           |                        |                  |
| 43 | 3            | "The Painted Lady" "A Dama Pintada"                                                      | Moi Animation | Ethan Spaulding    | Joshua Hamilton                           | 5 de outubro de 2007   | 303              |
| O grupo chega a um vilarejo da Nação do Fogo cheio de pessoas doentes e com fome. Eles estão doentes devido à uma fábrica de munição, da própria Nação do Fogo, que polui seu rio. Katara convence os outros a ficar fazendo com que o Appa pareça doente e assume o alter-ego da "Dama Pintada", uma lenda local, para que possa curar os doentes e roubar comida da fábrica. Após destruir a fábrica, ela é forçada a parar com a farsa e dá explicações a Aang. Como resposta à destruição da fábrica, soldados da Nação do Fogo atacam o vilarejo, porém são repelidos pelo Time Avatar. Katara revela-se aos habitantes do vilarejo, que a agradecem pela ajuda. Mais tarde à noite, Katara também é agradecida pela verdadeira Dama Pintada. |              |                                                                                          |               |                    |                                           |                        |                  |
| 44 | 4            | "Sokka's Master" "O Mestre de Sokka"                                                     | JM Animation  | Giancarlo Volpe    | Tim Hedrick                               | 12 de outubro de 2007  | 304              |
| Sokka por muito tempo se sentiu isolado por ser o único do grupo a não dominar nenhum elemento. Determinado a aumentar seu valor para o grupo e para a causa da guerra, ele procura Piandao, um mestre de espada da Nação do Fogo, ainda sob a sua identidade na Nação do Fogo. Com persistência, ele convence o mestre a tomá-lo como um estudante. Piandao ensina a Sokka a filosofia do manejo da espada dando a ele tarefas aparentemente chatas como pintar e mover rochas em um jardim. O mestre também ajuda Sokka a forjar a sua própria espada, e Sokka escolhe utilizar um meteorito que ele encontrou para o material da espada. Quando Sokka ganha o respeito de Piandao, ele fica envergonhado por ter se identificado falsamente como pertencente à Nação do Fogo, contando a verdade para seu mestre. Piandao revela que percebeu isso desde o primeiro encontro dos dois e que a tradição da espada pertence a todas as nações. Ele dá a Sokka uma peça de Pai Sho de Lótus Branco como um presente de despedida. Enquanto isso, Iroh, prepara um plano para escapar de sua prisão na Nação do Fogo e, enquanto finge estar humilhado e fraco para os guardas, começa secretamente a treinar para aumentar sua força muscular. Nota: Ao fim do episódio, Sokka dá a Toph um pedaço do meteorito. Ela o modifica para criar o logotipo da Nickelodeon. |              |                                                                                          |               |                    |                                           |                        |                  |
| 45 | 5            | "The Beach" "A Praia"                                                                    | Moi Animation | Joaquim Dos Santos | Katie Mattila                             | 19 de outubro de 2007  | 305              |
| Zuko, Azula, Mai e Ty Lee são forçados a sair de férias na Ilha Ember, enquanto Aang e seus amigos são atacados pelo assassino contratado por Zuko, que utiliza uma forma obscura de dominação de fogo de modo a canalizar o seu poder pelo seu terceiro olho para criar poderosas explosões localizadas. Depois de ganhar um jogo similar a voleibol, Zuko e as meninas são convidados para uma festa, onde Azula tenta flertar mas assusta os meninos com sua atitude psicótica. Zuko, que retomou uma relação romântica com a Mai, observa um garoto flertando com ela e destrói um vaso em raiva, fazendo com que Mai o repreenda. Mais tarde ao redor de uma fogueira, Ty Lee revela que ela é muito espontânea porque ela cresceu com seis irmãs idênticas e odiou isso. Mai revela que seus pais estavam preocupados com as suas carreiras e deram a ela qualquer coisa que quisesse, mas sempre demandaram que ela controlasse suas emoções e atuasse, e que isso criou a personalidade fria que ela sente que deve sempre projetar aos outros. Zuko revela que ele se odeia por que ele não está mais certo da diferença entre o bem e o mal. Azula revela que sabia que sua mãe achava-lhe um monstro, e menospreza sua reação ao dizer que ela estava obviamente correta. O grupo então se une e retorna à festa para detonar o lugar, enquanto o anfitrião olha e chora. |              |                                                                                          |               |                    |                                           |                        |                  |
| 46 | 6            | "The Avatar and the Fire Lord" "Avatar e o Senhor do Fogo"                               | JM Animation  | Ethan Spaulding    | Elizabeth Welch Ehasz                     | 26 de outubro de 2007  | 306              |
| Através de fontes separadas, ambos Aang e Zuko aprendem sobre a forte e próxima amizade, desde a infância, entre o Avatar Roku e o Senhor do Fogo Sozin. Sozin sugeriu a Roku que, no ápice de sua civilização, a Nação do Fogo deveria controlar o destino do mundo inteiro para garantir a prosperidade universal. Como Avatar, Roku sabia a importância do equilíbrio entre as nações e discordou. Mais tarde, quando Sozin implantou colônias no Reino da Terra, Roku derrotou-o em batalha e ameaçou matá-lo se ele passasse dos limites. Ainda posteriormente, quando o vulcão na ilha de Roku entrou em erupção, Sozin veio para ajudar. Mas, no último momento, quando Roku foi tomados pelos gases vulcânicos, Sozin percebeu que ele poderia reinar sobre o mundo se deixasse Roku morrer, e então o abandonou. Roku morreu devido à lava e foi reencarnado como Aang. Em sua cela na prisão, Iroh diz a Zuko que, enquanto bisneto tanto de Roku quanto de Sozin, somente ele tem a capacidade de resolver o conflito sem fim e restaurar paz ao mundo. No fim do episódio, Toph pergunta se amizades podem transcender vidas, enquanto que ambos Aang e Katara concordam. |              |                                                                                          |               |                    |                                           |                        |                  |
| 47 | 7            | "The Runaway" "A Fugitiva"                                                               | Moi Animation | Giancarlo Volpe    | Joshua Hamilton                           | 2 de novembro de 2007  | 307              |
| Katara expressa sua desaprovação quando Toph começa a trambicar civis da Nação do Fogo para ganhar dinheiro rápido. Toph pensa que Katara está atuando de forma muito materna, e ocorre uma cisão dentro do grupo. Para consertar as coisas, Katara decide fazer uma fraude junto de Toph, mas elas são pegas pelo assassino de Zuko, o Homem Combustão. Ele usa elas como isca para tentar matar Aang, mas a esperteza de Katara salva o dia. |              |                                                                                          |               |                    |                                           |                        |                  |
| 48 | 8            | "The Puppetmaster" "A Manipuladora de Fantoches"                                         | JM Animation  | Joaquim Dos Santos | Tim Hedrick                               | 9 de novembro de 2007  | 308              |
| O grupo fica sabendo da ocorrência de desaparecimentos estranhos em uma cidade da Nação do Fogo durante a lua cheia. Eles fazem amizade com uma senhora idosa chada Hama, que revela ser uma dominadora de água da Tribo da Água do Sul que fora capturada há sessenta anos, juntamente de outros dominadores de água do sul. Ela torna-se a mentora de Katara e compartilha com a jovem sua história de vida trágica enquanto prisioneira da Nação do Fogo. Katara então descobre que Hama está executando sua vingança ao capturar cidadãos da Nação do Fogo com sua dominação de sangue, uma técnica sinistra e nefasta de dominação de água que só pode ser utilizada por um dominador de água muito forte e habilidoso, e somente durante a lua cheia, quando suas habilidades de dominação de água estiverem em seu potencial máximo. A batalha que segue força Katara a usar a técnica contra Hama para salvar Aang e Sokka. Depois de ser presa pelo vilarejo, Hama parabeniza Katara em ter usado a dominação de sangue. Enquanto Aang e Sokka confortam-na, Katara chora, entristecida e horrorizada. |              |                                                                                          |               |                    |                                           |                        |                  |
| 49 | 9            | "Nightmares and Daydreams" "Pesadelos e Devaneios"                                       | Moi Animation | Ethan Spaulding    | John O'Bryan                              | 16 de novembro de 2007 | 309              |
| A invasão ocorrerá em quatro dias e Aang começa a sentir-se nervoso em enfrentar o Senhor do Fogo. Sentindo que está despreparado, ele treina constantemente e perde o sono, causando-lhe alucinações e pesadelos. Depois de três dias seguidos, Sokka, Toph e Katara finalmente conseguem colocá-lo para dormir, fazendo com que ele se sinta confiante para enfrentar o Senhor do Fogo. |              |                                                                                          |               |                    |                                           |                        |                  |
| 50 | 10           | "The Day of Black Sun, Part 1: The Invasion" "O Dia do Sol Negro, Parte 1: A Invasão"    | JM Animation  | Giancarlo Volpe    | Michael Dante DiMartino                   | 30 de novembro de 2007 | 310              |
| No dia do eclipse solar, vários aliados de episódios anteriores reúnem-se com o Time Avatar para começar a invasão planejada da Nação do Fogo, liderada por Hakoda. Aang finalmente beija Katara como sinal de seus fortes sentimentos por ela, com medo de que ele não retorne. Com a ajuda de várias formas de dominação e de veículos aquáticos projetados por Sokka, construídos pelo Maquinista e operados pela dominação de água, a invasão é bem-sucedida em penetrar várias camadas de defesa da Nação do Fogo e chegar à capital, onde eles começam uma ofensiva em direção ao palácio, sob constante contra-ataque das forças da Nação do Fogo. Aang chega ao palácio do Senhor do Fogo, porém descobre que ele não está presente. |              |                                                                                          |               |                    |                                           |                        |                  |
| 51 | 11           | "The Day of Black Sun, Part 2: The Eclipse" "O Dia do Sol Negro, Parte 2: O Eclipse"     | Moi Animation | Joaquim Dos Santos | Aaron Ehasz                               | 30 de novembro de 2007 | 311              |
| Enquanto o eclipse começa, Sokka, Aang, e Toph buscam pelo Senhor do Fogo, mas encontram Azula em uma búnquer subterrâneo e então a perseguem. Quando Sokka percebe que a Azula está meramente os atrasando para esgotar o tempo em que podem se beneficiar do eclipse, ele inicialmente tenta parar a perseguição, mas Azula o provoca ao falar da captura de Suki. Zuko confronta seu pai em outro búnquer; ele diz a Ozai que foi Azula quem derrotou o Avatar - e que ele sobreviveu -, que a Nação do Fogo só espalha medo e ódio, e que para restaurar a paz ele irá se aliar ao Avatar. Zuko recusa-se a matar Ozai já que esse é o destino do Avatar, não dele. Quando está prestes a sair, Ozai protela-o ao revelar o que transcorreu na noite em que o Senhor do Fogo Azulon morreu. Azulon, avô de Zuko, pediu a Ozai que matasse Zuko, como punição ao pedido que Ozai fez para ser o herdeiro direto do trono, após a retirada de Iroh dos assuntos de Estado depois da morte de seu filho Lu-tan no cerco de Ba Sing Se. Desesperado para salvar a vida de seu filho, a mãe de Zuko procurou uma alternativa, criado um plano de traição para que Ozai tomasse o trono imediatamente ao assassinar Azulon com veneno que ela produziria; a mãe de Zuko foi banida após a implementação do plano, mas Ozai não revela para onde ela foi enviada. Assim que Ozai termina de contar a história, o eclipse acaba e ele ataca. Zuko redireciona o raio de Ozai usando a técnica que lhe foi ensinada por Iroh e vai embora, com intenção de liberar seu tio. Contudo, Iroh foge da prisão sozinho antes que Zuko o encontre. A esgotada e agora diminuta força invasora não tem escolha ao não ser se render, enquanto Aang foge com seus amigos para o Templo do Ar do Oeste, com Zuko seguindo-os em uma balão de ar roubado. |              |                                                                                          |               |                    |                                           |                        |                  |
| 52 | 12           | "The Western Air Temple" "O Templo do Ar do Oeste"                                       | JM Animation  | Ethan Spaulding    | Elizabeth Welch Ehasz e Tim Hedrick       | 14 de julho de 2008    | 312              |
| Zuko segue Aang e seus amigos ao Templo do Ar do Oeste, com o objetivo de juntar-se ao grupo. Lá, Zuko tenta desesperadamente provar a eles que ele mudou e deseja redimir seus erros passados. Somente depois que Zuko ajuda a salvá-los do Homem Combustão é quando ele é aceito como o professor de dominação de fogo de Aang, tornando-se o quinto membro do Time Avatar. Contudo, desconfiante e cautelosa, Katara ainda se recusa a acreditar que Zuko mudou, ameaçando sua vida caso ele dê ao menor sinal de traição. |              |                                                                                          |               |                    |                                           |                        |                  |
| 53 | 13           | "The Firebending Masters" "Os Mestres da Dominação de Fogo"                              | Moi Animation | Giancarlo Volpe    | John O'Bryan                              | 15 de julho de 2008    | 313              |
| Zuko tenta ensinar a dominação de fogo a Aang, mas descobre que perdeu sua própria habilidade de dominação, já que ele não pode mais depender na sua raiva, o foco anterior de sua dominação de fogo. Toph sugere que eles aprendam da fonte original da dominação de fogo: os dragões. Zuko revela que seu tio Iroh matou o último dragão há muito tempo, na última leva de caçadas por glória que dão a um dominador de fogo o título de "Dragão", mas ele também diz que os dragões passaram seu conhecimento para os Guerreiros do Sol, um povo já extinto que foram a gênese da Nação do Fogo. Zuko e Aang viajam às ruínas da civilização dos Guerreiros do Sol, onde eles descobrem que a tribo da fábula ainda existe. Os dois precisam carregar uma chama sagrada ao topo de uma escadaria para conhecer os "Mestres", que se mostraram ser um par de dragões sobreviventes. Aang e Zuko fazem a forma do Dragão Dançante, uma série de movimentos esculpidos nas ruínas, e os últimos dois dragões mostram que a dominação de fogo é essencialmente uma fonte de vida, não de destruição. Os Guerreiros do Sol contam que Iroh mentiu sobre a extinção dos dragões depois de receber um treino similar, para proteger os membros remanescentes da espécie de futuras caçadas. Ambos Aang e Zuko recomeçam a dominar o fogo, mais fortes e mais habilidosos do que antes. |              |                                                                                          |               |                    |                                           |                        |                  |
| 54 | 14           | "The Boiling Rock, Part 1" "A Rocha Fervente, Parte 1"                                   | JM Animation  | Joaquim Dos Santos | May Chan                                  | 16 de julho de 2008    | 314              |
| Sokka e Zuko infiltram-se na prisão mais segura da Nação do Fogo, a Rocha Fervente, para encontrar o pai de Sokka, Hakoda. O local é cercado por um lago fervente, aprisionando Sokka e Zuko quando seu balão cai. Eles encontram a Suki e montam um plano de fuga com Sokka disfarçado de guarda. Zuko é capturado e o diretor da prisão, tio de Mai, reconhece-o. Um prisioneiro, Chit Sang, força eles para que ele faça parte do plano. Quando eles estão prestes a sair, uma nova leva de prisioneiros chega, incluindo o pai de Sokka. Sokka, Zuko, e Suki decidem então ficar para salvá-lo, enquanto Chit Sang vai embora sem eles. |              |                                                                                          |               |                    |                                           |                        |                  |
| 55 | 15           | "The Boiling Rock, Part 2" "A Rocha Fervente, Parte 2"                                   | Moi Animation | Ethan Spaulding    | Joshua Hamilton                           | 16 de julho de 2008    | 315              |
| Sokka, Zuko, Suki, e Chit Sang criam um novo plano para escapar da prisão depois do fracasso do plano original. Mai aparece e exige saber por que Zuko a deixou, e ele diz que está tentando salvar a Nação do Fogo. Mais tarde, Sokka e seus aliados fazem o diretor de refém para escapar no teleférico que leva para fora da prisão. Os guardas tentam cortar a linha do teleférico, seguindo as ordens do diretor, mas Mai os salva ao parar os guardas. Azula fica furiosa com a traição de Mai, mas ela declara que ama mais o Zuko do que teme a Azula, fazendo com que a última fique ainda mais furiosa. Ty Lee para o ataque de Azula a Mai com bloqueamento de Chi - uma técnica que permite que ela neutralize temporariamente as habilidades de dominação de um oponente - e tenta ajudá-la a escapar, mas Azula, furiosa, ordena que ambas sejam mandadas para prisão. |              |                                                                                          |               |                    |                                           |                        |                  |
| 56 | 16           | "The Southern Raiders" "Os Atacantes do Sul"                                             | Moi Animation | Joaquim Dos Santos | Elizabeth Welch Ehasz                     | 17 de julho de 2008    | 316              |
| Azula e uma frota de aeronaves encontram Aang e seus amigos no Templo do Ar do Oeste, fazendo com que eles abandonem o local. Mais tarde, Zuko questiona Katara sobre sua desconfiança nele e tenta ganhar sua amizade. Ele decide então ajudá-la a encontrar o soldado responsável pela morte de sua mãe, Kya. Aang avisa ela que a vingança não é a resposta. Nessa jornada, o comportamento de Katara torna-se cada vez mais agressivo, e ela até mesmo utiliza a dominação de sangue sem piedade em um soldado da Nação do Fogo. Ela e Zuko eventualmente encontram o soldado - já aposentado - Yan Rha, que revela que a mãe de Katara morreu protegendo-a. Apesar da ira de Katara, de sua dor e de seu desejo por vingança pain, ela não consegue matar para se vingar. Katara e Zuko vão embora e, quando reunidos com Aang e o resto do Time Avatar, Katara finalmente perdoa Zuko e aceita sua amizade. |              |                                                                                          |               |                    |                                           |                        |                  |
| 57 | 17           | "The Ember Island Players" "Os Atores da Ilha Ember"                                     | JM Animation  | Giancarlo Volpe    | Tim Hedrick, Josh Hamilton e John O'Bryan | 18 de julho de 2008    | 317              |
| Sokka descobre que os atores da Ilha Ember, um grupo teatral da Nação do Fogo, está estreando uma peça baseada nas aventuras do Time Avatar. A peça é na realidade propaganda da Nação do Fogo e, apesar da audiência gostar dela, Aang e seus amigos ficam na maioria envergonhados pelas representações imprecisas e exageradas deles mesmos (com a exceção única de Toph, que adora sua representação como um homem musculoso que uas uma forma primitiva de sonar, gritando para tudo). Sob contexto, a peça serve como um resumo conciso da jornada de Aang através da série. A peça acaba com a Nação do Fogo vencendo a guerra, Azula matando Zuko e o Senhor do Fogo matando o Avatar, que leva a uma ovação em pé por parte do público, mas claramente assusta Aang. |              |                                                                                          |               |                    |                                           |                        |                  |
| 58 | 18           | "Sozin's Comet, Part 1: The Phoenix King" "O Cometa de Sozin, Parte 1: O Rei Fênix"      | JM Animation  | Ethan Spaulding    | Michael Dante DiMartino                   | 19 de julho de 2008    | 318              |
| Aang decidiu enfrentar o Senhor do Fogo depois da passagem do Cometa de Sozin. Zuko descarta esse plano ao revelar que Ozai pretende queimar por completo o continente do Reino da Terra durante a passagem do Cometa. O grupo começa um treinamento frenético enquanto Aang é confrontado com suas responsabilidades: seus amigos dizem que ele deve simplesmente matar Ozai, mas Aang se apega à crença pacifista de sua herança como Nômade do Ar. Durante seu sono, Aang é levado em direção a uma ilha misteriosa que aparece de repente no mar; no dia seguinte, seus amigos encontram a caçadora de recompensas June para tentar localizá-lo. Ozai abdica do trono da Nação do Fogo a favor de Azula e autodeclara-se "Rei Fênix", governante do mundo conhecido, enquanto Aang desperta na ilha desconhecida, no meio do mar. |              |                                                                                          |               |                    |                                           |                        |                  |
| 59 | 19           | "Sozin's Comet, Part 2: The Old Masters" "O Cometa de Sozin, Parte 2: Os Velhos Mestres" | Moi Animation | Giancarlo Volpe    | Aaron Ehasz                               | 19 de julho de 2008    | 319              |
| Na ilha, Aang procura o conselho de suas vidas passadas, mas elas também insistem que ele talvez tenha que usar a violência contra o Senhor do Fogo. A ilha revela ser uma tartaruga leão-gigante, que dá a Aang o conhecimento de que precisava. Depois que June não consegue encontrar Aang, Zuko pede a ela para encontrar seu tio Iroh. A trilha então os leva à muralha exterior de Ba Sing Se, onde encontram Rei Bumi, Jeong Jeong, mestre Pakku, e mestre Piandao, que revelam serem membros da Ordem do Lótus Branco, uma sociedade secreta, atualmente liderada por Iroh, constituída de cidadãos de todas as nações. Depois de se reunir com Iroh, o grupo decide se separar para impedir os planos da Nação do Fogo: Zuko e Katara vão cuidar de Azula na capital da Nação do Fogo; Sokka, Suki e Toph vão tentar rechaçar as aeronaves da Nação do Fogo que se aproximam do Reino da Terra; e Iroh vai liderar a Lótus Branco na libertação de Ba Sing Se. O Cometa de Sozin chega e o Rei Fênix Ozai se prepara para destruir o Reino da Terra e o Avatar. |              |                                                                                          |               |                    |                                           |                        |                  |
| 60 | 20           | "Sozin's Comet, Part 3: Into the Inferno" "O Cometa de Sozin, Parte 3: Para o Inferno"   | JM Animation  | Joaquim Dos Santos | Michael Dante DiMartino e Bryan Konietzko | 19 de julho de 2008    | 320              |
| A instabilidade mental de Azula, causada pela traição de suas amigas de infância na Rocha Fervente, começa a se agravar conforme se aproxima o dia de sua coroação como Senhora do Fogo. Zuko e Katara confrontam-na quando ela está prestes a ser coroada, mas Azula desafia seu irmão a um Agni Kai. Zuko, embora estando inicialmente superior no combate contra sua irmã, é gravemente ferido quando ele se joga em frente do raio que Azula atirou em Katara. Aang enfrenta Ozai, mas ainda incapaz de matá-lo, fica constantemente na defensiva, desviando por pouco dos ataques de fogo de Ozai, magnificados pela presença do Cometa de Sozin. Sokka, Toph e Suki tentam impedir a frota de aeronaves mas são separados durante a batalha, enquanto a Ordem do Lótus Branco luta pela liberdade de Ba Sing Se. |              |                                                                                          |               |                    |                                           |                        |                  |
| 61 | 21           | "Sozin's Comet, Part 4: Avatar Aang" "O Cometa de Sozin, Parte 4: O Avatar Aang"         | JM Animation  | Joaquim Dos Santos | Michael Dante DiMartino e Bryan Konietzko | 19 de julho de 2008    | 321              |
| Com um golpe acidental, Ozai acidentalmente faz com que Aang entre no Estado de Avatar. A Ordem do Lótus Branco é bem-sucedida em liberar Ba Sing Se, enquanto Sokka, Suki e Toph conseguem parar todas as aeronaves da Nação do Fogo. Katara luta contra e consegue enganar Azula, congelando-a no gelo e acorrentando-a a uma grade no chão, fazendo com que a dominadora de fogo derrotada perca completamente seu controle emocional. Katara então usa suas fortes habilidades de cura para reviver Zuko após seu ferimento. Aang, com o poder do Estado de Avatar, persegue e facilmente domina a batalha contra Ozai, porém ainda se recusa a matá-lo. Aang então usa o conhecimento fornecido pela tartaruga-leão gigante para utilizar uma antiga forma de dominação que altera a energia natural dentro de Ozai. A técnica retira permanentemente a dominação de fogo de Ozai, derrotando-o sem tirar sua vida. Em uma sequência de epílogo de alguns dias depois, o recém nomeado Senhor do Fogo Zuko declara o fim da guerra. Zuko e Mai reconciliam-se oficialmente, e Zuko confronta seu pai sobre o paradeiro de sua mãe, Ursa. Algum tempo depois, o "Time Avatar" celebra unido na casa de chá de Iroh em Ba Sing Se; saindo para ter um momento a sós, Aang e Katara abraçam-se e beijam-se sob o pôr do Sol. - A série é diretamente seguida pelas trilogias em quadrinhos The Promise, The Search, The Rift, Smoke and Shadow, North and South e Imbalance. É seguida na televisão por The Legend of Korra, que se passa 70 anos após o epílogo. |              |                                                                                          |               |                    |                                           |                        |                  |

## Recepção
A temporada recebeu grande aprovação da crítica. Jamie S. Rich do DVD Talk descreveu, "Além da escrita sólida, Avatar the Last Airbender [sic] também tem animação  fantástica. Os designs de personagem, com suas raízes no folclore asiático clássico, são coloridos e inventivos, e a animação em geral é suave e executada consistentemente". Jamie S. Rich escreveu em outra resenha:
| “ | Essa temporada final da trilogia está mostrando-se ser a melhor... Neste ponto da história, grandes coisas estão acontecendo, com os personagens passando por mudanças e com os vários elementos da trama unindo-se. Felizmente, os criadores do programa nunca descansam, e o controle de qualidade é top de linha. A escrita é inteligente, e a animação sempre é impressionante. (2008) | ” |

Henrik Batallones, um colunista da BuddyTV, também percebeu a grande variedade de resenhas positivas da imprensa para o episódio final, notando que fontes como o The New York Times e o Toon Zone deram a Avatar: The Last Airbender "resenhas brilhantes".
A temporada também foi aclamada pela sua qualidade de som e de vídeo. Nick Lyons do DVD Talk sentiu que a qualidade de vídeo parecia melhor do que nas temporadas anteriores, que também acarretou em prêmios adicionais. Ele também afirma que o som era "perfeito...como de costume." No Annie Awards de 2008, a temporada venceu o prêmio de "Melhor Produção de Televisão Animada para Crianças". Na mesma edição do prêmio, Joaquim Dos Santos venceu na categoria de "Melhor Direção em uma Produção de Televisão Animada" pela sua direção de "Into the Inferno". Joaquim Dos Santos também recebeu uma indicação por Avatar: The Last Airbender no Festival de Cinema de Animação de Annecy em 2008 pelo seu trabalho em "The Day of Black Sun Part 2: The Eclipse". Ademais, o editor de música e compositor Jeremy Zuckerman e o time de edição de som foram indicados para o prêmio Golden Reel para "Melhor Edição de Som em uma Animação de Televisão" pelo seu trabalho em "Avatar Aang".

## Lançamentos em DVD
Os primeiros três volumes em DVD contêm cinco episódios cada, e o quarto volume contém seis. Um box set lançado posteriormente continha todos os quatro volumes. O primeiro DVD foi lançado em 30 de outubro de 2007, e o box set completo foi lançado em 16 de setembro de 2008. Eles foram lançados pela Paramount Home Entertainment. Cada um dos DVDs individuais da terceira temporada também vem com uma revista em quadrinhos exclusiva. A Coleção de DVDs Completa do Livro 3 inclui os seguintes extras de DVD: Inside Sozin's Comet, um comentário exclusivo em quatro partes pelos criadores by Creators; The Women of Avatar: The Last Airbender, o Teste de Animação a Lápis do Episódio do Livro 3; e Into the Fire Nation na San Diego Comic-Con. O box set foi lançado em 1º de fevereiro de 2010 no Reino Unido.
| Volume  | Discos | Episódios | Lançamento na região 1 | Lançamento na região 2  | Lançamento na região 4 |
| ------- | ------ | --------- | ---------------------- | ----------------------- | ---------------------- |
| 1       | 1      | 5         | 30 de outubro de 2007  | Não foi lançado         | 1º de junho de 2010    |
| 2       | 1      | 5         | 22 de janeiro de 2008  | Não foi lançado         | 23 de setembro de 2010 |
| 3       | 1      | 5         | 6 de maio de 2008      | Não foi lançado         | 7 de outubro de 2010   |
| 4       | 1      | 6         | 29 de julho de 2008    | Não foi lançado         | 4 de novembro de 2010  |
| Box set | 5      | 21        | 16 de setembro de 2008 | 1º de fevereiro de 2010 | 2 de dezembro de 2010  |